# Deutscher Alpenverein

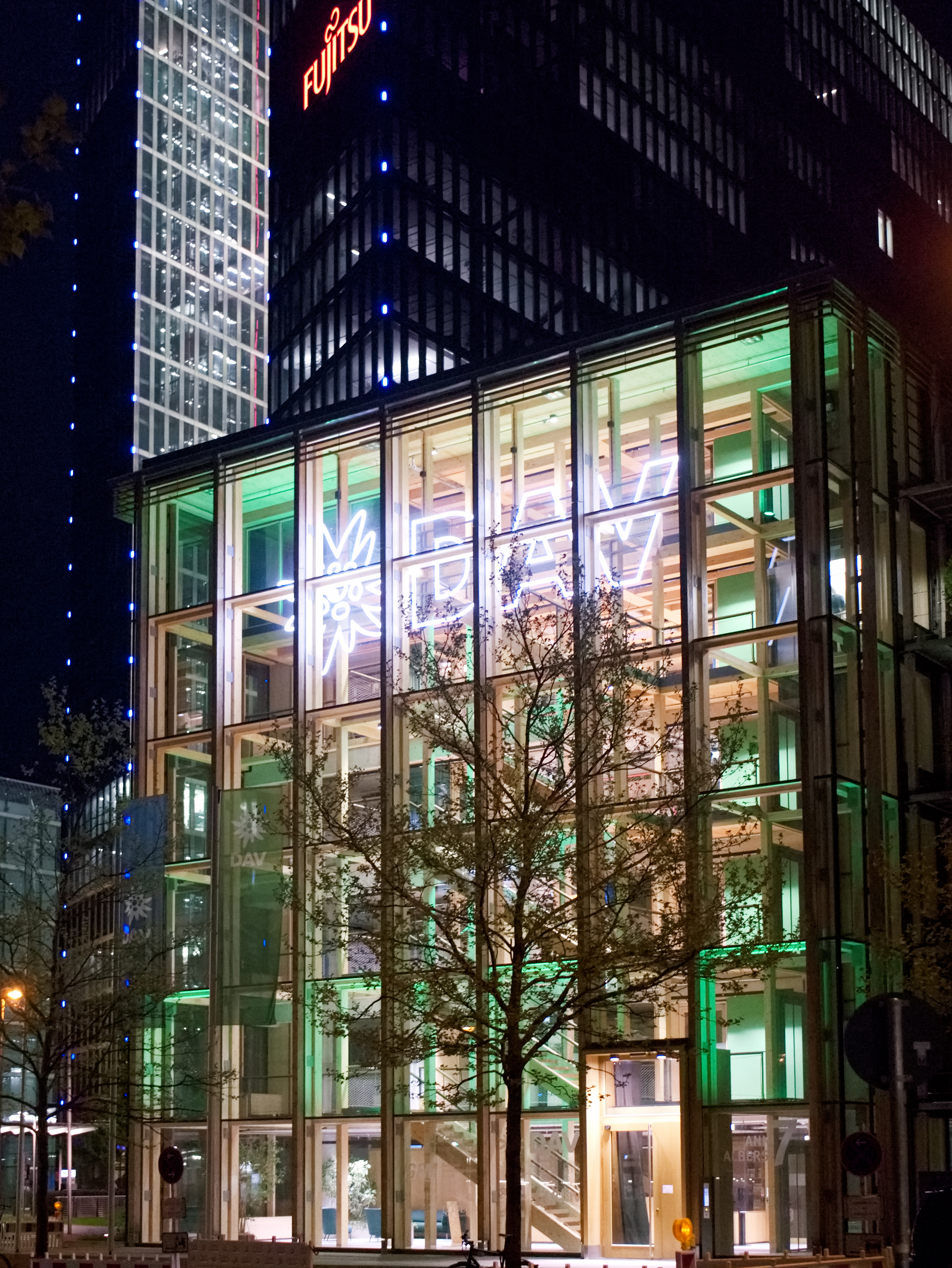
Bundesgeschäftsstelle des DAV in der Parkstadt Schwabing im Mai 2022

Der Deutsche Alpenverein e. V. (DAV) ist die größte nationale Bergsteigervereinigung der Welt und der viertgrößte nationale Sportfachverband Deutschlands. In diesem sind 355 rechtlich selbstständige Sektionen mit insgesamt 1.570.602 Mitgliedern organisiert und er verfügt über 325 Berg- und Schutzhütten (Stand: Ende 2024). Der Verein ist Mitglied im Deutschen Olympischen Sportbund (DOSB) und dort der zuständige Fachverband für das Sport- und Wettkampfklettern, das Bergwandern und Bergsteigen, Hochtourengehen, Eisklettern und Expeditionsbergsteigen sowie das Skibergsteigen. Innerhalb des DAV gibt es eine eigene Jugendorganisation, die „Jugend des Deutschen Alpenvereins“ (JDAV).
Präsident des DAV ist seit November 2022 Roland Stierle. Das Signet des Deutschen Alpenvereins ist das Edelweiß.

## Geschichte

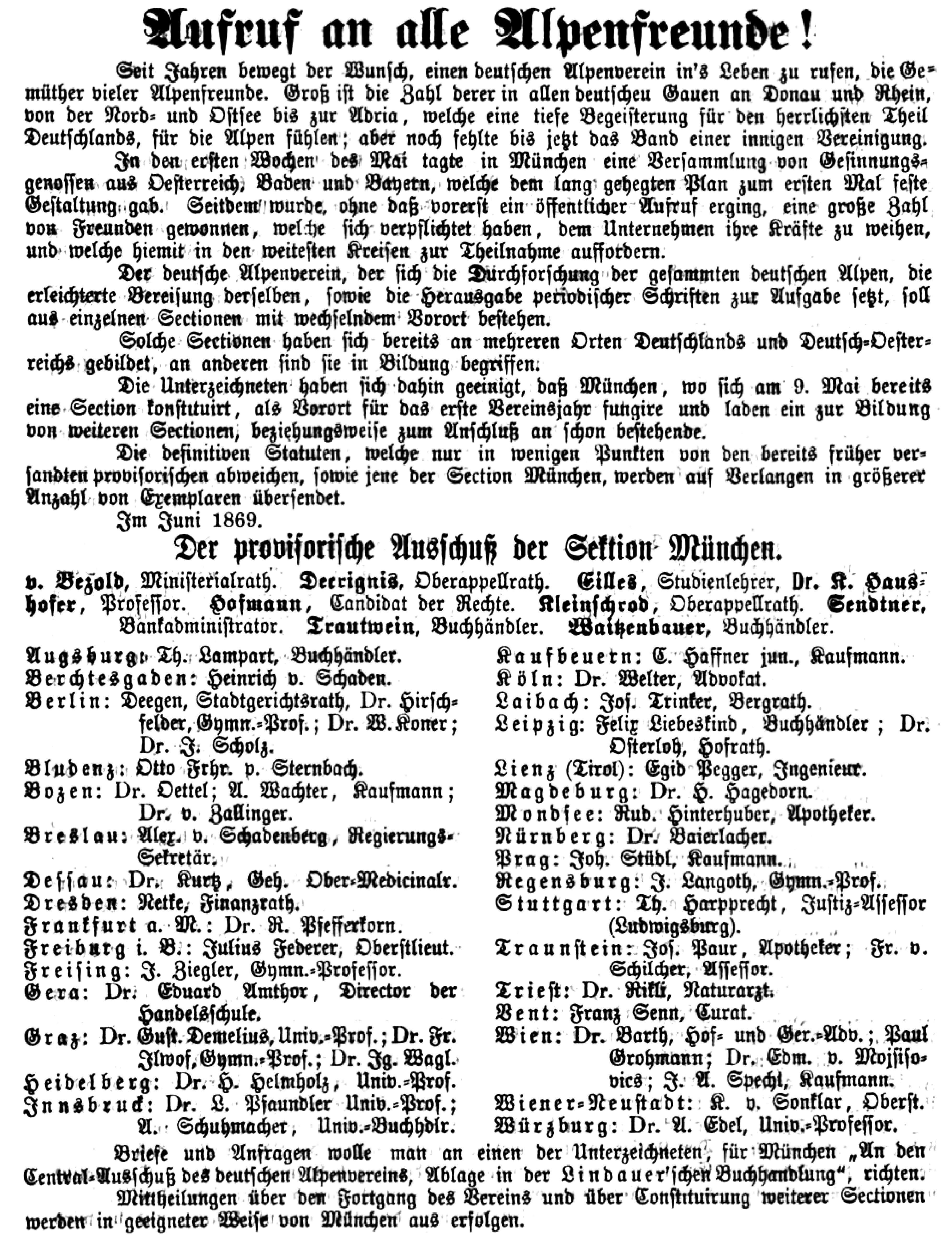
Gründungsaufruf vom 28. Juni 1869 in der Bayerischen Landeszeitung

Der Deutsche Alpenverein (DAV) ging aus dem am 9. Mai 1869 gegründeten Bildungsbürgerlichen Bergsteigerverein hervor. Die Gründer waren überwiegend unzufriedene Mitglieder des sieben Jahre zuvor gegründeten Österreichischen Alpenvereins (ÖAV), welche die touristische Erschließung der Alpen nicht nur moralisch und akademisch, sondern aktiv, etwa durch den Bau von Hütten und Wegen, unterstützen wollten.
Treibende Kräfte waren der österreichische Kurat Franz Senn, der Prager Kaufmann Johann Stüdl, der Münchner Student Karl Hofmann und der Mandatar des Österreichischen Alpenvereins in Bayern, Theodor Trautwein. Zur Gründungsversammlung im Gasthaus „Blaue Traube“ in München kamen 36 Männer, und Ministerialrat Gustav von Bezold wurde zum 1. Vorsitzenden gewählt. Bereits nach 10 Monaten gab es 22 Sektionen mit 1070 Mitgliedern, 1876 waren es bereits 500 Sektionen. Von 1873 bis 1938 waren der deutsche und der österreichische Zweig zum Deutschen und Österreichischen Alpenverein (DuOeAV) zusammengeschlossen.
Bereits im Kaiserreich entwickelten sich im DuOeAV antisemitische Tendenzen. Im Jahr 1899 wurde die Sektion „Mark Brandenburg“ ausschließlich für „christlich getaufte, deutsche Staatsbürger“ gegründet. 1905 gründete sich die Sektion Wien bereits exklusiv für „arische“ Mitbürger. Die Akademische Sektion Wien nahm 1907 den Arierparagraphen in ihre Satzung auf. Weitere Sektionsgründungen mit diesen Einschränkungen folgten in den darauffolgenden Jahren bis 1921. Einige der ausgeschlossenen Bergsteiger gründeten daraufhin die Sektion Donauland des DuOeAV. Diese wurde 1924 aus dem Gesamtverein ausgeschlossen. Zuvor war bereits 1921, nach der Übernahme des Vorsitzes der Sektion Austria durch Eduard Pichl, der Arierparagraph in 98 von 110 Sektionen eingeführt worden. 1922 schloss die Akademische Sektion Dresden des DuOeAV Juden von der Mitgliedschaft aus. Diese Sachverhalte sind durch den Kulturbeauftragten des DAV, Helmuth Zebhauser, ausführlich aufgearbeitet worden.
1938 wurde der Alpenverein, jetzt nur noch Deutscher Alpenverein (DAV), als „Fachverband Bergsteigen“ in den Nationalsozialistischen Reichsbund für Leibesübungen (NSRL) eingegliedert und Arthur Seyß-Inquart zum „Führer des Deutschen Alpenvereins (DAV)“ bestellt. Mit dem am 10. Oktober 1945 erlassenen Gesetz Nr. 2 des Alliierten Kontrollrates wurde der DAV als Teil des NSRL für aufgelöst erklärt und sein Eigentum beschlagnahmt. Die Neubildung unter dem gleichen oder unter einem anderen Namen wurde verboten. Schon 1945 gründete sich der Österreichische Alpenverein (OeAV) neu. Die Wiedergründung des DAV erfolgte 1950 durch die „Zwölf Apostel“ in Würzburg. Der OeAV verwaltete noch bis 1956 dessen Vermögen und Grundbesitz (Hütten) treuhänderisch, die Rückgabe erfolgte ab 1952 und fand 1956 den Abschluss.
In der DDR erhielt der DAV keine Neuzulassung. Bergsteiger und Kletterer fanden sich im 1958 gegründeten Deutschen Verband für Wandern, Bergsteigen und Orientierungslauf (DWBO) zusammen. Nach der Wende gründeten sich viele der vor 1945 bestehenden Sektionen neu.
Frauen waren seit der Gründung nur in einigen Sektionen zugelassen, die meisten Sektionen haben Frauen ausgeschlossen, obwohl es viele Bergsteigerinnen gab. Frauen am Berg wurden als Witzfiguren oder Karikaturen dargestellt und ihre Leistungen ignoriert und selten dokumentiert. In Berlin blieben Männer bis 1929 unter sich, die Sektion Bayerland lässt Frauen gar erst seit 1990 und die Sektion Berggeist erst seit 1997 zu. In den letzten Jahren ist der Anteil weiblichen Mitglieder kontinuierlich gestiegen, seit 2019 sind 42,6 % der Mitglieder weiblich. In der Führungsetage geht es aber immer noch sehr männlich zu: nur 9 % der Sektionsvorsitzenden sind weiblich, in den Ehrenämtern sind knapp 25 % im Bundesvorstand und rund 30 % in den Sektionsgremien weiblich.
Der DAV ist Gründungsmitglied des multilateralen Abkommens Gegenrecht auf Hütten, das 1978 eingeführt wurde.
1992 trat der Deutsche Alpenverein dem Deutschen Sportbund bei, zu diesem Zweck wurden erstmals Landesverbände gegründet, die wiederum Mitglied in den Landessportbünden wurden.
Der DAV ist Gründungsmitglied des CAA.
2008 trat der DAV zum Jahresende zusammen mit dem ÖAV und dem VAVÖ aus der UIAA aus. Grund dafür waren Verstimmungen über die Bemühungen der UIAA, Sportklettern als olympische Disziplin zu etablieren. Nach einer Neuausrichtung der Verbandsziele der UIAA traten der DAV und der VAVÖ der UIAA im Jahr 2013 wieder bei.
Im Jahr 2017 war der Deutsche Alpenverein Gründungsmitglied des europäischen Dachverbandes European Union of Mountaineering Associations (EUMA).
UIAA-Ehrenmitglieder aus den Reihen des DAV sind seit 1969 Hans von Bomhard, seit 2003 Fritz März und seit 2008 Pit Schubert.

## Vorsitzende und Präsidenten
Eine chronologische Übersicht über alle Vorsitzenden und Präsidenten seit Gründung. Von 1869 bis 1945 gab es nur einen Ersten Vorsitzenden, von 1945 bis 1950 war der Deutsche Alpenverein verboten. Von 1950 bis 2003 gab es einen Ersten, Zweiten und Dritten Vorsitzenden, seit 2003 gibt es nur noch einen Präsidenten und mehrere Vize-Präsidenten.

### Vorsitzender
| Amtszeit  | Erster Vorsitzender                | Sektion           |
| --------- | ---------------------------------- | ----------------- |
| 1869–1870 | Gustav von Bezold                  | München           |
| 1871      | Ferdinand von Hochstetter          | Wien              |
| 1872–1873 | Burghard Josef Barth von Wehrenalp | Wien              |
| 1874–1876 | Theodor Petersen                   | Frankfurt am Main |
| 1877–1879 | Theodor von Sendtner               | München           |
| 1880–1882 | Burghard Josef Barth von Wehrenalp | Wien              |
| 1883–1885 | Eduard Richter                     | Salzburg          |
| 1886–1888 | Karl Alfred von Zittel             | München           |
| 1889–1891 | Karl von Adamek                    | Austria           |
| 1892–1894 | Julius Scholz                      | Berlin            |
| 1895–1897 | Alexander Rigler                   | Graz              |
| 1898–1900 | Wilhelm von Burkhard               | München           |
| 1901–1906 | Carl Ipsen                         | Innsbruck         |
| 1907–1909 | Otto von Pfister                   | München           |
| 1910–1911 | Adolf Ritter von Guttenberg        | Austria           |
| 1912–1928 | Reinhold von Sydow                 | Berlin            |
| 1929–1933 | Robert Rehlen                      | München           |
| 1934–1938 | Raimund von Klebelsberg            | Innsbruck         |
| 1938–1945 | Arthur Seyß-Inquart                | Wien              |

### 1. Vorsitzender
| Amtszeit  | 1. Vorsitzender  | Sektion           |
| --------- | ---------------- | ----------------- |
| 1945–1950 | – 1              | – 1               |
| 1950–1958 | Alfred Jennewein | Stuttgart         |
| 1959      | Friedrich Weiß   | Schwaben          |
| 1960–1966 | Hans Dütting     | Essen             |
| 1967–1974 | Ulrich Mann      | Schwaben          |
| 1975–1980 | Reinhard Sander  | Frankfurt am Main |
| 1980–1992 | Fritz März       | Hochland          |
| 1992–2003 | Josef Klenner    | Beckum            |

### 2. Vorsitzender
| Amtszeit  | 2. Vorsitzender    | Sektion    |
| --------- | ------------------ | ---------- |
| 1945–1950 | – 1                | – 1        |
| 1950–1958 | Albert Heizer      | Berggeist  |
| 1959–1964 | Hans von Bomhard   | Hochland   |
| 1965–1970 | Hans Faber         | Schwaben   |
| 1971–1976 | Heinrich Frank     | München    |
| 1977–1979 | Hans Zollner       | München    |
| 1979–1985 | Raimund Zehetmeier | München    |
| 1985–1994 | Gerhard Friedl     | München    |
| 1994–1998 | Raimund Zehetmeier | München    |
| 1998–1999 | Hans Fröhlich      | Prien      |
| 1999–2000 | Herwig Sedlmayer   | Bayerland  |
| 2000–2003 | Klaus Strittmatter | Geislingen |

### 3. Vorsitzender
| Amtszeit  | 3. Vorsitzender        | Sektion           |
| --------- | ---------------------- | ----------------- |
| 1945–1950 | – 1                    | – 1               |
| 1950–1955 | Josef Goubeau          | Göttingen         |
| 1956–1960 | Hans Dütting           | Essen             |
| 1961–1964 | Hans Faber             | Schwaben          |
| 1965–1966 | Ulrich Mann            | Schwaben          |
| 1967–1972 | Hans-Jochen Schneider  | Dresden/Bayerland |
| 1973–1978 | Hans Domcke            | Ebersberg-Grafing |
| 1978–1979 | Wilhelm Hällfritzsch   | Schwaben          |
| 1979–1984 | Klaus-Jürgen Gran      | Osnabrück         |
| 1984–1996 | Carl-Hermann Bellinger | Düsseldorf        |
| 1996–2003 | Ingo Buchelt           | Allgäu-Kempten    |

### Präsidenten seit 2003

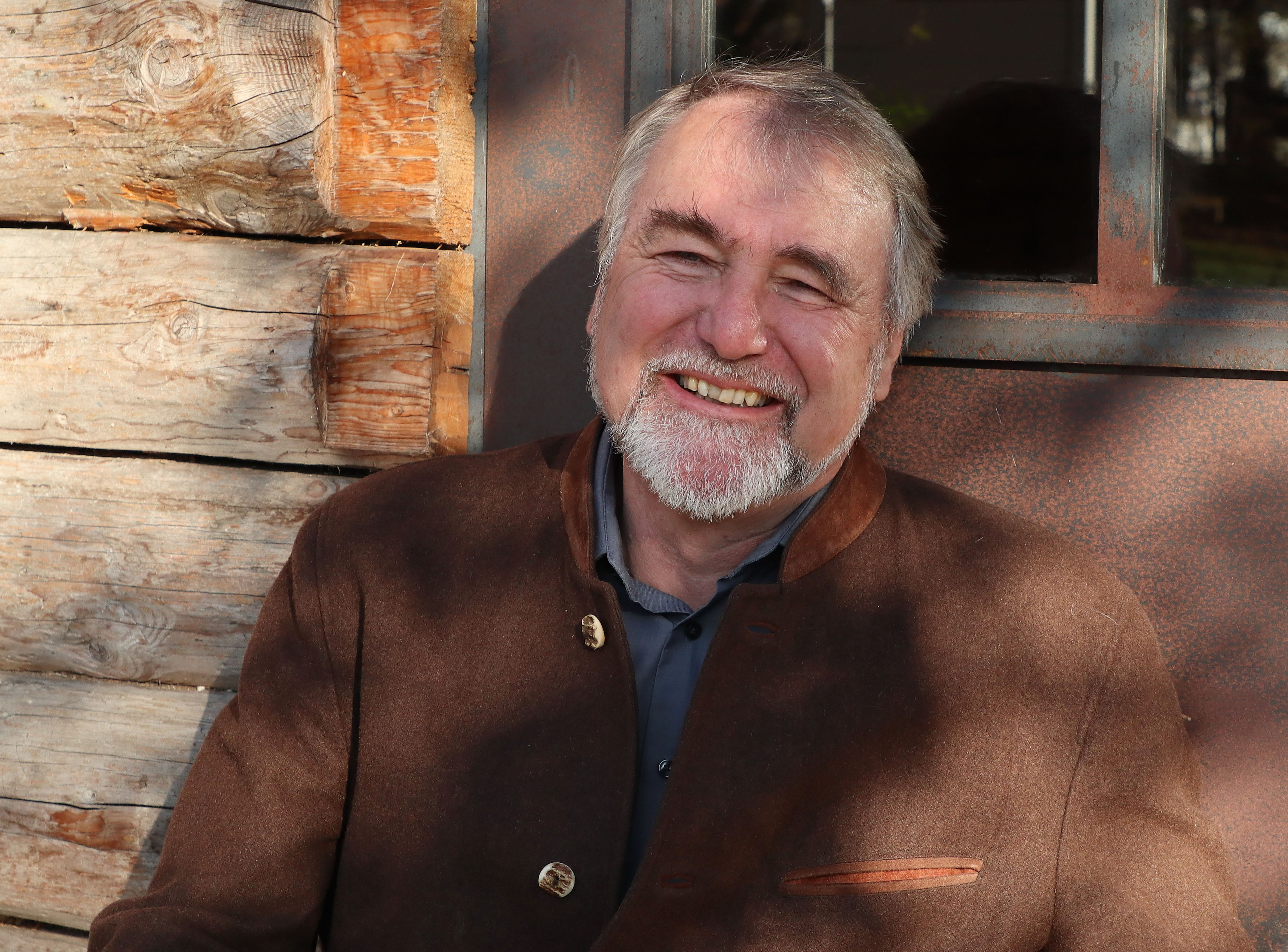
Roland Stierle, seit November 2022 Präsident des DAV

| Amtszeit  | Präsident      | Sektion   |
| --------- | -------------- | --------- |
| 2003–2005 | Josef Klenner  | Beckum    |
| 2005–2010 | Heinz Röhle 4  | Oberland  |
| 2010–2022 | Josef Klenner  | Beckum    |
| 2022–     | Roland Stierle | Stuttgart |

## Gliederung

### Sektionen
Der DAV mit der Bundesgeschäftsstelle in München ist ein Dachverband für derzeit 355 Sektionen genannte eigenständige Mitgliedsvereine, die alle wiederum eingetragene Vereine sind. Eine Mitgliedschaft im DAV ist für natürliche Personen nur mittelbar über die Sektionen möglich. Die Sektionen sind weitgehend selbstständig, viele davon haben eigene Büros, Schulungs- und Veranstaltungsprogramme sowie Kletter- und Boulderhallen. In größeren Städten gibt es häufig mehrere Sektionen mit zum Teil stark unterschiedlichen Schwerpunkten und Mitgliederzahlen.
Die Sektionen sind auf regionaler Ebene zu Sektionentagen bzw. Sektionenverbänden verbunden. Darüber hinaus gibt es 11 Landesverbände.
Die Organe des Dachverbandes sind die Hauptversammlung, das Präsidium und der Verbandsrat.

### Jugendorganisation

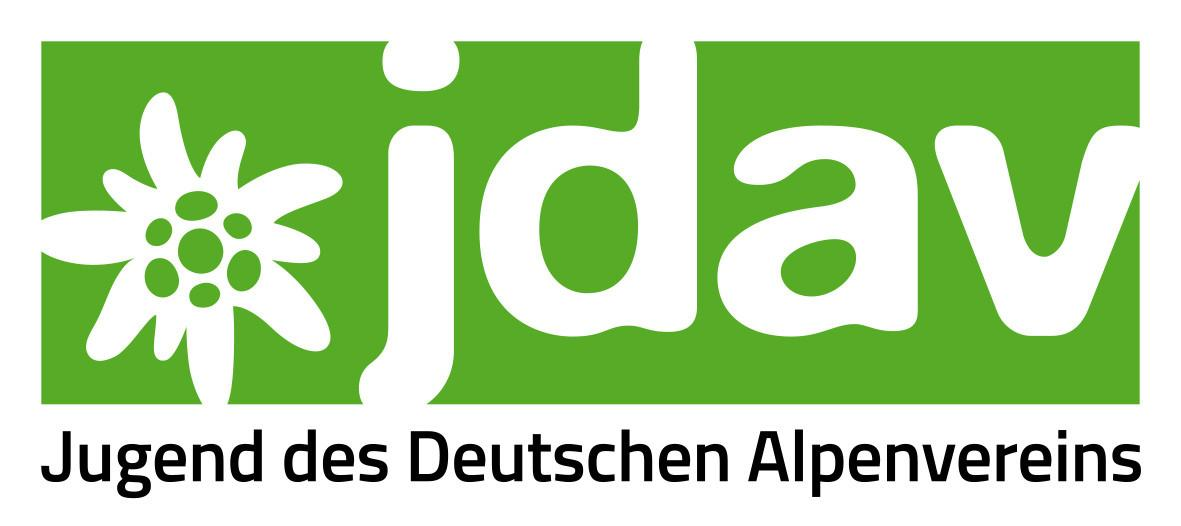
Logo der Jugend des Deutschen Alpenvereins

Die Jugendorganisation des DAV ist die Jugend des Deutschen Alpenvereins (JDAV). Ihr gehören alle Mitglieder des DAV unter 27 Jahren an. Zum Ende des Jahres 2020 hatte der JDAV rund 355.750 Mitglieder.
Die JDAV ist in zehn Landesverbände aufgeteilt, die wiederum in Bezirksverbände unterteilt sein können. Neben der Bundesjugendleitung gibt es so auch Landes- und Bezirksjugendleitungen als Vertreter der Jugendlichen. Die Jugendmitglieder der Sektionen wählen Delegierte, die die Mitglieder für die Bundes-, Landes- und Bezirksgremien wählen. Diese vertreten die Interessen der JDAV gegenüber dem Deutschen Alpenverein und der Öffentlichkeit.
Zur JDAV gehört die Jugendbildungsstätte Hindelang in Hindelang.

## Hüttenwesen

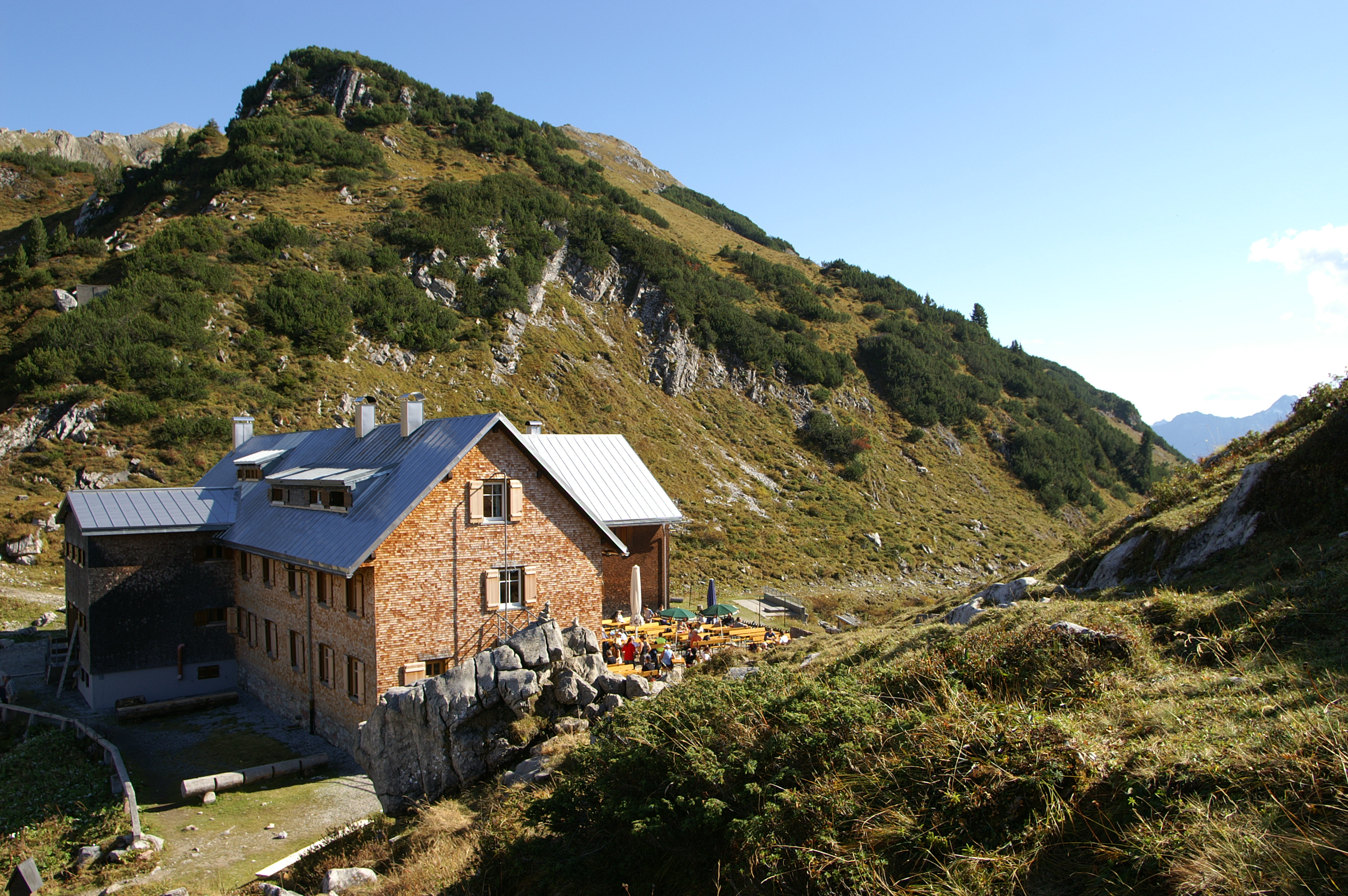
Die Freiburger Hütte als Beispiel einer Alpenvereinshütte

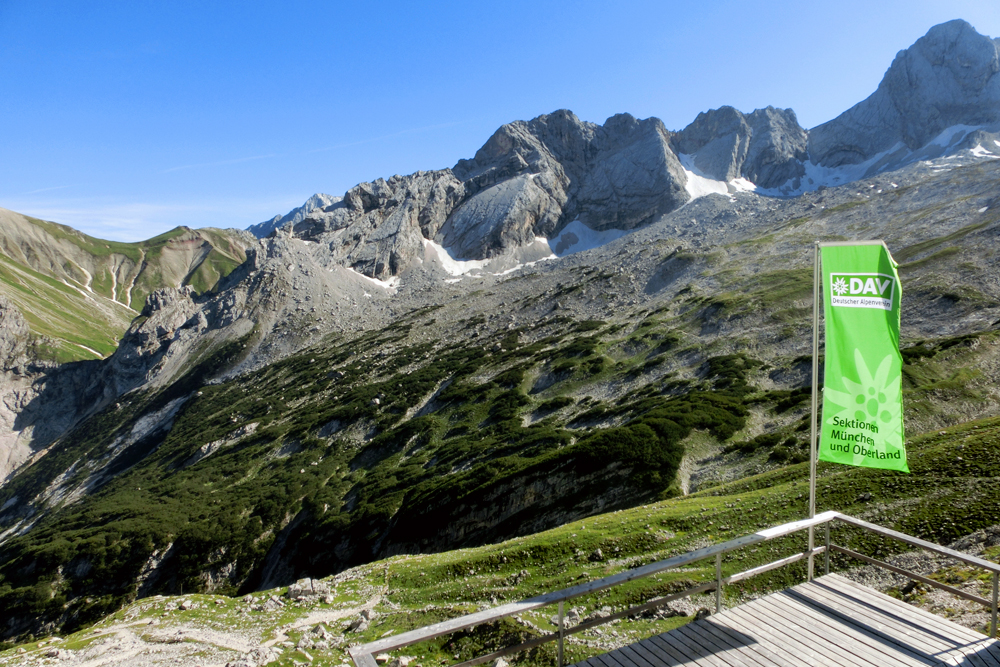
Flagge des DAV an der Knorrhütte

Vom Deutschen Alpenverein werden (Stand: Ende 2023) von 186 hüttenbesitzenden Sektionen 325 Alpenvereinshütten betreut, davon sind 195 mit rund 20.000 Gastraumplätzen bewirtschaftet und 65 bewartet. In 67 Fällen handelt es sich um Selbstversorgerhütten oder Biwaklager. 78 Hütten liegen in den deutschen Mittelgebirgen.
Die restlichen 170 Sektionen, die keine eigene Hütte besitzen, sind zur Zahlung der Hüttenumlage verpflichtet. Diese beträgt, abhängig von der Kategorie der einzelnen Mitgliedschaft, zwischen zwei und sechs Euro. Die Hüttenumlage kann auch durch die Übernahme einer Hüttenpatenschaft „entrichtet“ werden. Dies haben 75 Sektionen gemacht, die für 119 Hütten eine Patenschaft ausüben. Entsprechend gibt es Sektionen, die für mehrere Hütten eine Patenschaft haben. Andererseits gibt es Hütten, für die mehrere Sektionen die Patenschaft haben, beispielsweise sind bei der Elberfelder Hütte im Besitz der Sektion Wuppertal die Sektionen Gelsenkirchen, Recklinghausen und Rhein-Sieg Paten.
In der Regel erfolgt bei einer Patenschaft nicht nur eine finanzielle Unterstützung. Meistens erfolgen gemeinsame Arbeitseinsätze bei Instandhaltung oder Wegebaumaßnahmen, oder die Verwaltung der Hütte wird gemeinschaftlich bewältigt.
Das Brandenburger Haus in den Ötztaler Alpen der Sektion Berlin ist auf 3277 m ü. A. die höchstgelegene Hütte des DAV. Bei der Rappenseehütte, 2091 m ü. NHN im Allgäu, der Sektion Allgäu-Kempten handelt es sich um die größte bewirtschaftete Hütte, die kleinste Selbstversorgerhütte mit vier Matratzenlagern ist die Breitenkopfhütte, 2017 m, im Mieminger Gebirge der Sektion Coburg des DAV. Bereits 1832 wurde die Bochumer Hütte, 1430 m, in den Kitzbüheler Alpen in Tirol in Österreich, erbaut und ist damit die älteste Kategorie-I-Hütte des DAV. Die jüngste Hütte des DAV ist das Waltenbergerhaus in den Allgäuer Alpen auf 2084 m. Das alte Waltenbergerhaus wurde 2015 vollständig abgerissen und der Ersatzbau 2017 eröffnet.
Auf den etwa 20.000 Schlafplätzen gibt es jährlich rund 750.000 Übernachtungen, je nach Hütte liegen die Zahlen zwischen 300 und 21.600, der Maximalbetrag pro Übernachtung wurde bei der Hauptversammlung mit 18 Euro festgelegt. Sorgen bereiten dem DAV gut 100 Alpenvereinshütten mit weniger als 1000 Übernachtungen pro Jahr, hier reichen die Einnahmen kaum zur Finanzierung aus (Neuanschaffungen, Wasseraufbereitung, Kläranlage, Energieanlagen). Beispielhaft sind die Bereitstellungskosten von fünf Euro für einen Liter Wasser auf einer Hütte ohne eigene Quelle, die nicht in Relation mit den Einnahmen durch die Gäste stehen (1 l Eistee für 3 € oder kostenlose Toilettenbenutzung).
Der DAV (Hauptverein) selbst betreibt in Österreich vier Alpenhütten. Das bewirtschaftete DAV-Haus Obertauern der Kategorie II in den Radstädter Tauern auf 1735 m ü. A., das Hannoverhaus der Kategorie II in der Ankogelgruppe auf 2565 m ü. A., die Selbstversorgerhütte Klostertaler Umwelthütte der Kategorie I in der Silvretta auf 2366 m ü. A. und die bewirtschaftete Neue Prager Hütte der Kategorie I in der Venedigergruppe auf 2796 m ü. A.
Jährlich werden von den Sektionen 20 Millionen Euro für Baumaßnahmen beantragt, davon können jedoch nur 10 Millionen Euro bereitgestellt werden.

## Leistungssport

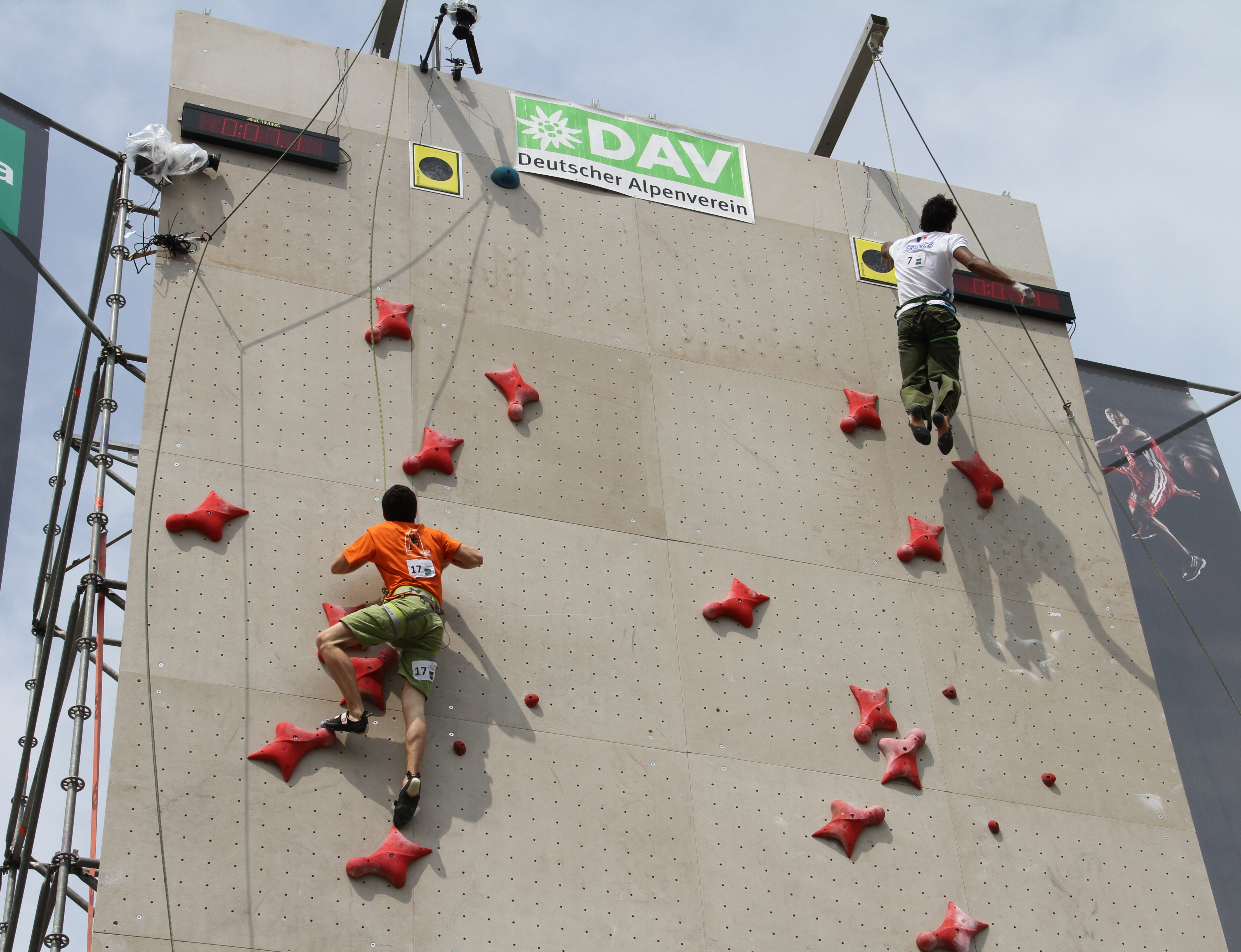
Eine Kletterwand, die der DAV speziell für einen Kletterwettbewerb eingerichtet hat

Der Alpenverein betreut als Sportverband die Nationalmannschaften im Klettern und im Skibergsteigen. Dazu kommen Nachwuchsteams auf der Ebene der Sektionen. Das IOC beschloss am 4. August 2016, dass Sportklettern ab 2020 eine olympische Sportart ist.
Für den Leistungssport werden Stützpunkte in Bad Tölz für Klettern und in Bad Reichenhall für Skibergsteigen unterhalten. Außerdem richtet er in beiden Sportarten sowie in Bouldern die in Deutschland stattfindenden internationalen Wettkämpfe aus.
Das Expeditions- und Leistungsbergsteigen wird mit dem „DAV-Expedkader“ gefördert. Je ein Damen- und Herren-Team von Nachwuchsalpinisten wird über jeweils zwei Jahre hinweg ausgebildet.

## Natur- und Klimaschutz

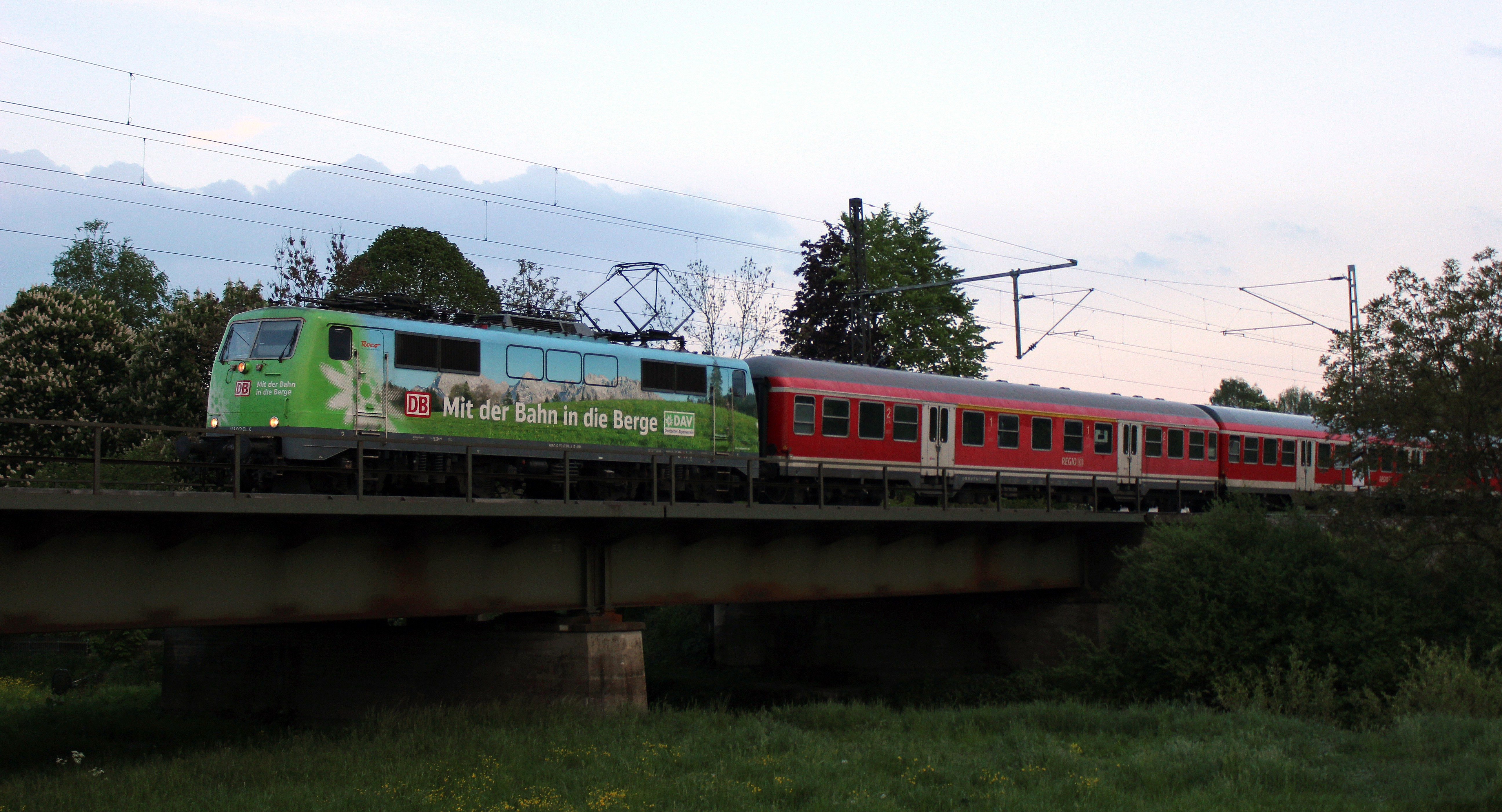
Ökologisch sinnvoll den Alpenraum zu erreichen, ist schon lange ein Anliegen des Alpenvereins. Auf dem Bild eine entsprechend lackierte Lokomotive der Deutschen Bahn AG in den grünen DAV-Farben mit entsprechendem Logo, die öffentlichkeitswirksam für eine verantwortliche, sanfte Mobilität wirbt: Mit der Bahn in die Berge

Bereits 1927 wurde der Naturschutz in die Satzung des Deutschen und Österreichischen Alpenvereins aufgenommen. Heute setzen sich die Sektionen im Interesse kommender Generationen gleichermaßen dafür ein, Naturzerstörungen zu verhindern, Umweltbelastungen zu vermindern und eine nachhaltige Entwicklung des Alpenraumes zu fördern.
Das Umweltgütesiegel für Alpenvereinshütten, das die Alpinen Vereine (DAV und ÖAV) geschaffen haben, will ein Signal nach innen und außen sein, die Idee eines sanften Tourismus zu fördern und zu verbreiten.
Der Hauptverein ist ein nach § 63 BNatSchG anerkannter Naturschutzverband und Mitglied im Deutschen Naturschutzring.
Auf seiner Hauptversammlung am 29. und 30. Oktober 2021 beschloss der DAV, dass er sowohl als Bundesverband als auch in allen Sektionen bis 2030 Klimaneutralität erreichen will. Dabei wird das Prinzip „Vermeiden vor Reduzieren vor Kompensieren“ verfolgt. Der CO2-Ausstoss im Jahr 2022 soll dabei als Referenzwert für den Erfolg dienen. Pro Tonne CO2-Ausstoss sollen 90 Euro (bzw. 140 Euro ab 2025) in einen internen Klimaschutztopf der jeweiligen Sektion bzw. des Bundesverbandes fließen, aus dem konkrete Klimaschutzmaßnahmen finanziert werden soll. Ab 2030 sollen die dann verbleibenden Emissionen durch Investitionen in externen zertifizierten Projekten kompensiert werden. Insbesondere für diese Klimaschutzmaßnahmen erhielt der DAV im November 2023 den Deutschen Nachhaltigkeitspreis 2024 in der Kategorie Freizeitwirtschaft.

## Sanierung von Wanderwegen, Klettersteigen und -routen
Die Sektionen des Deutschen Alpenvereins betreuen bezüglich der Sanierung von Wanderwegen, Klettersteigen und -routen 186 von insgesamt 446 Arbeitsgebieten mit fast 100 Quadratkilometern Fläche in Bayern und im westlichen Österreich. Die Länge der Bergwege und alpinen Steigen in diesen Gebieten beträgt etwa 30.000 km Länge. Die Arbeiten werden zum großen Teil von ehrenamtlichen Wegewarten der Sektionen erledigt, die im Jahr mehr als 50.000 Arbeitsstunden erbringen. Umfangreiche Wegebaumaßnahmen werden von Fachfirmen durchgeführt. Insgesamt wendet der DAV dafür im Jahr 1 Mio. Euro auf. Der DAV wird dabei vom Freistaat Bayern und von den österreichischen Bundesländern Kärnten, Salzburg, Tirol und Vorarlberg finanziell unterstützt. Mit der Versicherungskammer Bayern besteht seit 1997 eine Sponsoringpartnerschaft. Insgesamt gab diese bis 2021 Zuschüsse in Höhe von 2,8 Mio. Euro für 185 Wegebauprojekte in den Allgäuer und Bayerischen Alpen.

## Ziele

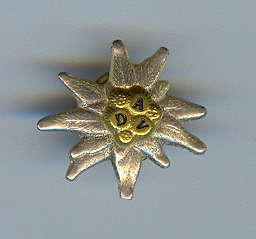
Mitgliederabzeichen

In der Anfangszeit des DAV waren die Ziele hauptsächlich Erfahrungsaustausch und Erschließung der Alpen durch Wege und Unterkunftshäuser (Berghütten). Derzeit betreibt der DAV rund 320 solcher Alpenvereinshütten genannten Unterkunftshäuser mit etwa 20.000 Übernachtungsmöglichkeiten. Die Hütten sind im Besitz einzelner Sektionen, stehen aber allen Alpinisten offen. Viele Sektionen unterhalten außerdem nichtöffentliche, nur den Sektionsmitgliedern zugängliche Unterkunftshäuser in allen Teilen der Alpen und den deutschen Mittelgebirgen. Des Weiteren betreibt der DAV rund 180 Kletteranlagen bzw. Kletterhallen.
Daneben tritt der DAV auch als Interessensvertreter und Dienstleister für Bergsportler auf, etwa für Versicherungen, Leihausrüstung oder Kartenmaterial.

## Mitgliedschaften des Vereins
In den 1980er und 1990er Jahren erfolgte eine verstärkte Hinwendung zum Naturschutz, der im Grundsatzprogramm von 1994 auch als zentrales Ziel aufgenommen wurde. Die touristische Erschließung der Alpen wurde für beendet erklärt, seitdem werden keine weiteren Hütten und Wege mehr gebaut, sondern nur noch die bestehende Infrastruktur instand gehalten oder Gebäude ersetzt.
Der DAV ist Mitglied im Club Arc Alpin (CAA), in der European Union of Mountaineering Associations (EUMA) und der Union Internationale des Associations d’Alpinisme (UIAA).

## Publikationen
Als für die Mitglieder kostenloses Magazin des Deutschen Alpenvereins erscheint sechsmal jährlich die Zeitschrift Panorama. Die Online-Version ist offen zugänglich.
Ferner gibt der Deutsche Alpenverein gemeinsam mit dem Österreichischen Alpenverein und dem Alpenverein Südtirol jährlich das Alpenvereinsjahrbuch heraus. Diese drei Vereine sowie zusätzlich der Schweizer Alpen-Club geben ferner das Magazin bergundsteigen heraus. Gemeinsam mit dem Österreichischen Alpenverein werden die Alpenvereinskarten herausgegeben.
Der Bergverlag Rother gibt seit 1951 in Zusammenarbeit mit dem Deutschen Alpenverein, dem Österreichischen Alpenverein und dem Alpenverein Südtirol die Taschenbuchreihe Alpenvereinsführer heraus.
Seit 2019 produziert der DAV die Podcast-Serie „Bergpodcast“. Die 50te Folge erschien im Dezember 2023.

## Sonstige Aktivitäten

### Bergreisen und -expeditionen
Seit 1984 tritt der DAV über sein Tochterunternehmen „DAV Summit Club“ auch als kommerzieller Veranstalter von zum Teil sehr anspruchsvollen Bergtouren und Expeditionen auf.

### Alpines Museum

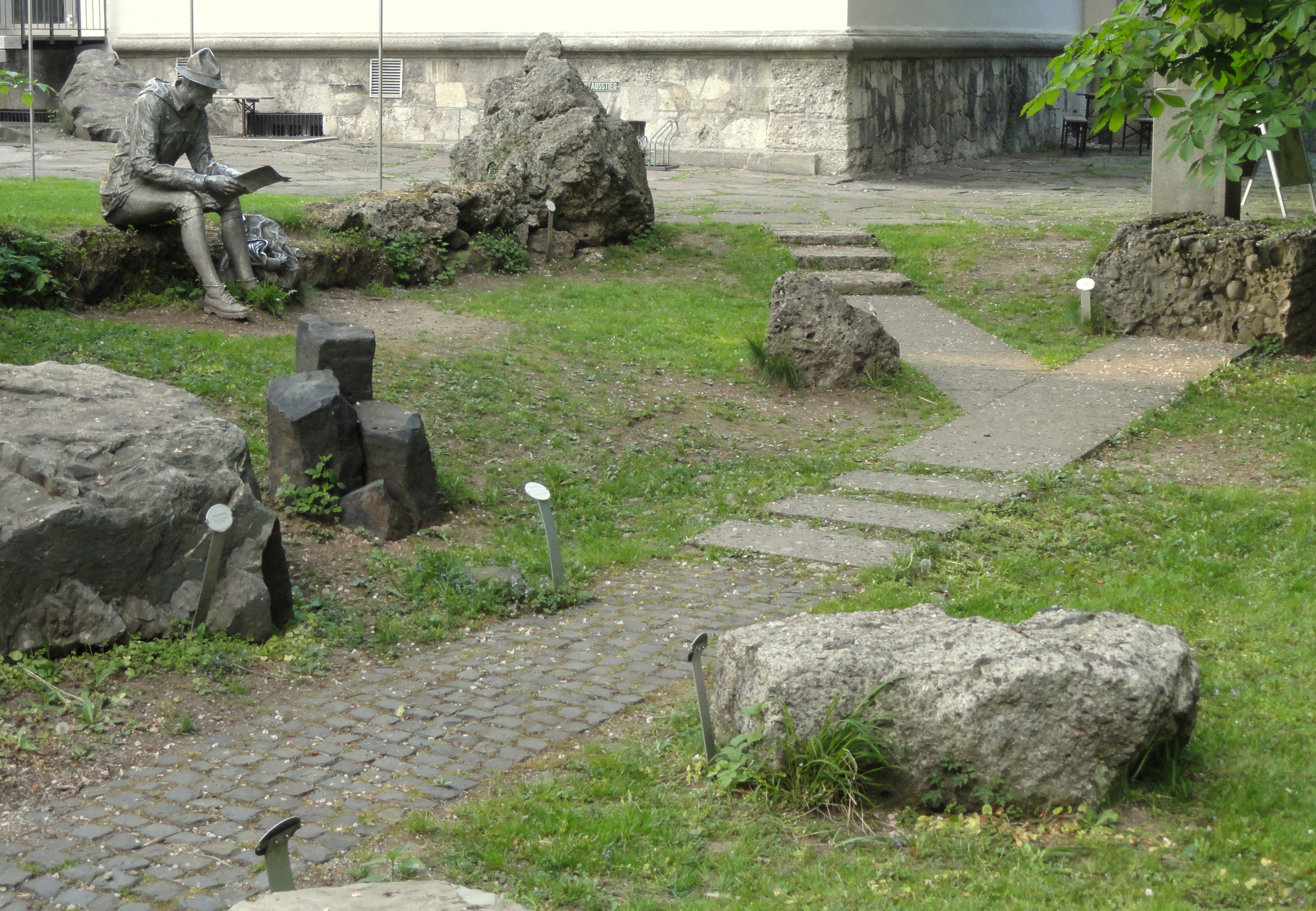
Alpines Museum. Auf dem Bild ein Teil des Alpengartens mit Gesteinsproben aus verschiedenen Regionen der Alpen

Auf der Praterinsel in München unterhält der Verein das Alpine Museum, das sich hauptsächlich mit der Geschichte des Vereins und des Alpinismus im Allgemeinen auseinandersetzt. Der Aufbau der alten Höllentalangerhütte im Garten des Museums wurde von der Versicherungskammer Bayern finanziell gefördert.

### Sondermarke
Zum 150-jährigen Jubiläum der Gründung des Deutschen Alpenvereins erschien eine Sondermarke der Deutschen Post am 4. April 2019.